# Arthur Ingram (6e vicomte d'Irvine)
Pour les articles homonymes, voir Ingram.
Arthur Ingram, 6e vicomte d'Irvine (21 décembre 1689 - 30 mai 1736), est un propriétaire terrien et homme politique britannique qui siège à la Chambre des communes de 1715 à 1721 puis accède à la pairie en tant que vicomte Irvine.

## Biographie
Ingram est le troisième fils d'Arthur Ingram (3e vicomte d'Irvine), et d'Isabella Machell, fille de John Machell, député de Horsham, de Hills, Sussex. Il est élu au Parlement pour Horsham en 1715, un siège qu'il occupe jusqu'en 1721  quand il succède à son frère aîné Rich dans la vicomté ,. Il s'agissait d'une pairie écossaise et ne lui donne pas droit à un siège automatique à la Chambre des lords bien qu'il ait été contraint de démissionner de son siège au Parlement car les pairs écossais n'avaient pas le droit de siéger à la Chambre des communes. En 1728, il est nommé Lord-lieutenant du East Riding of Yorkshire, et le reste jusqu'à sa mort .
Le 6e vicomte meurt célibataire en mai 1736, à l'âge de 46 ans, et son frère cadet Henry lui succède dans la vicomté. Un portrait d'Arthur le 6e vicomte, par Charles Jervas, est dans la collection du Temple Newsam.